# Madahoplia biapicata
Madahoplia biapicata är en skalbaggsart som beskrevs av Leon Fairmaire 1897. Madahoplia biapicata ingår i släktet Madahoplia och familjen Melolonthidae. Inga underarter finns listade i Catalogue of Life.